# Hlavní hřeben Belianských Tater

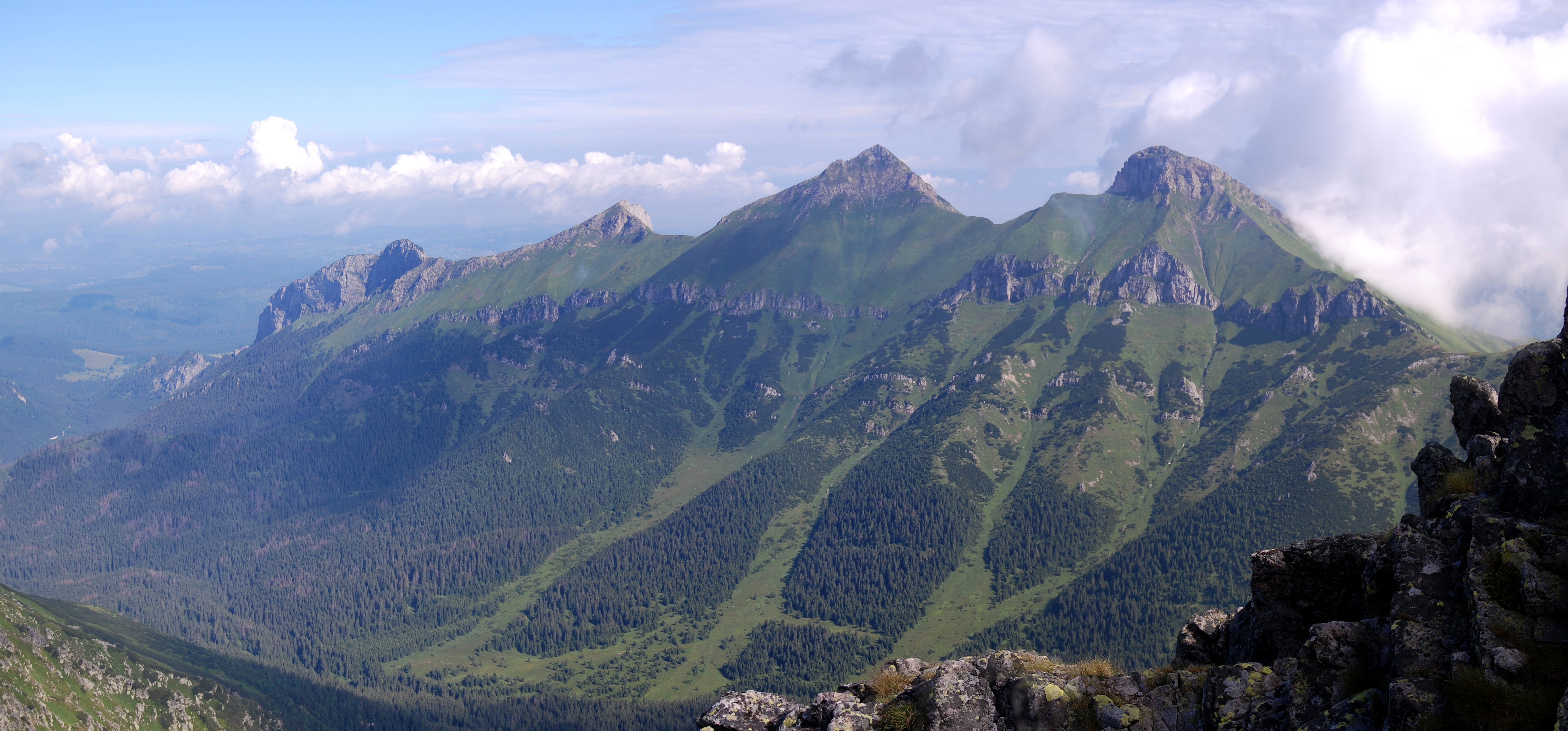
Pohled na Belianské Tatry z Jahňacího štítu

Hlavní hřeben Belianských Tater (slovensky Hlavný hrebeň Belianskych Tatier, polsky Grań główna Tatr Bielskich) se táhne v délce 14 km ve směru východ – západ. V úseku Ždiarske sedlo – Havran – Hlúpy – Kopské sedlo, který se nejčastěji přidával k přechodu hřebene Vysokých Tater, má 7 km a celkové převýšení 2250 m. Spolu s hlavním hřebenem Vysokých Tater vytváří "T", kde v uzlovém bodě je Hlúpy (dříve Šialený). Dnes jsou Belianské Tatry rezervací a jediné přístupné místo v jejich hřebeni je Široké sedlo.
Jednotlivé vrcholky a sedla jsou uvedeny popořadě ve směru východ – západ. Za slovenským názvem je v závorce uveden ještě název polský a také nadmořská výška. Nutno upozornit na komplikace s topografií a názvoslovím v úseku Jatky – Košiare. Moderní mapy se jim vyhýbají tím, že se často omezují jen na trojici Zadné Jatky – Predné Jatky – Košiare. K. Domin analogicky uvádí Zadné Jatky – Predné Jatky (s několika méně významnými vrcholky) – Košiare (dva stejně vysoké vrcholky). E. Hochberger tvrdí, že Košiare a Predné Jatky označují týž dvojvrchol a popisuje diskutabilní úsek takto: Zadné Jatky – Veľký Košiar – sedlo Veľkého Košiara – Prostredné Jatky – Malý Košiar – Sedlo Malého Košiara – Predné Jatky (=Košiare). J. Hlaváček podobně ve své mapě uvádí: Zadné Jatky – Veľký Košiar – Malý Košiar – čtyři nepojmenované vrcholky – Predné Jatky. Následující seznam vychází z údajů na stránkách SummitPost.org.

## Průběh hřebene

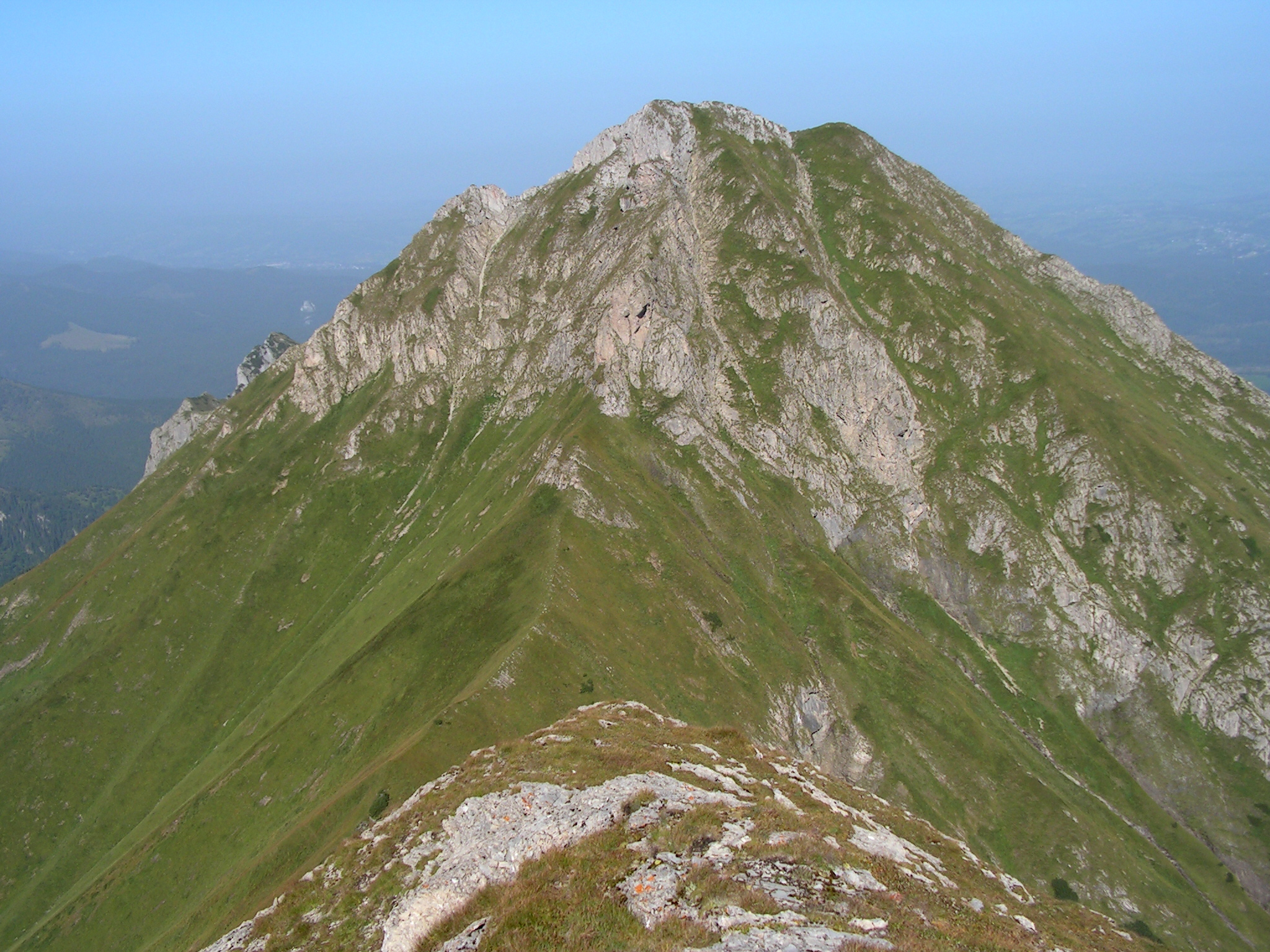
Havran

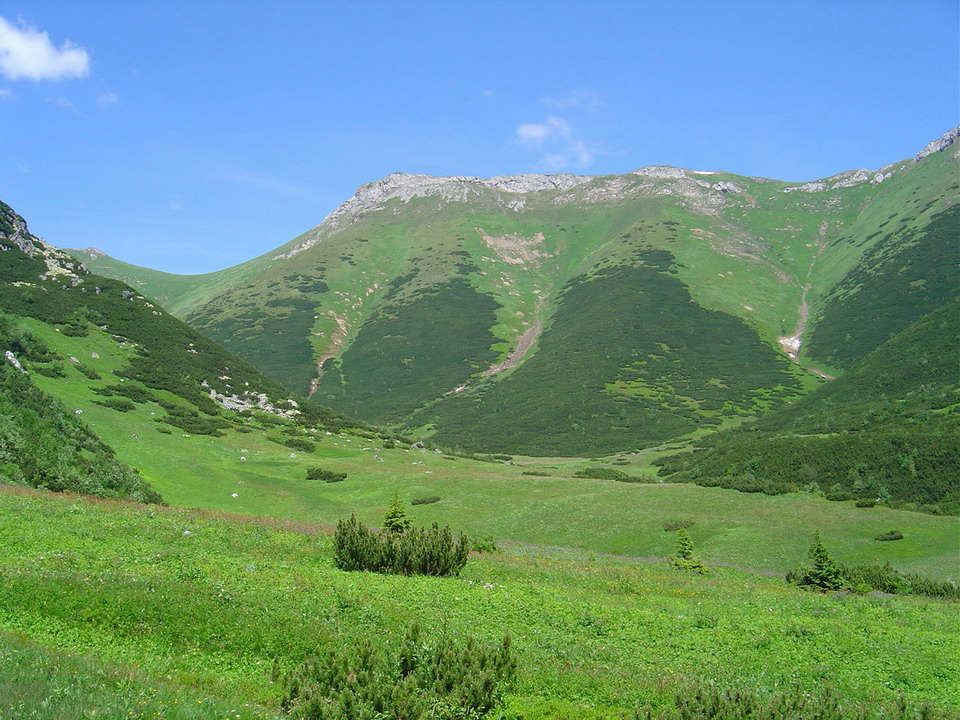
Zadné Jatky

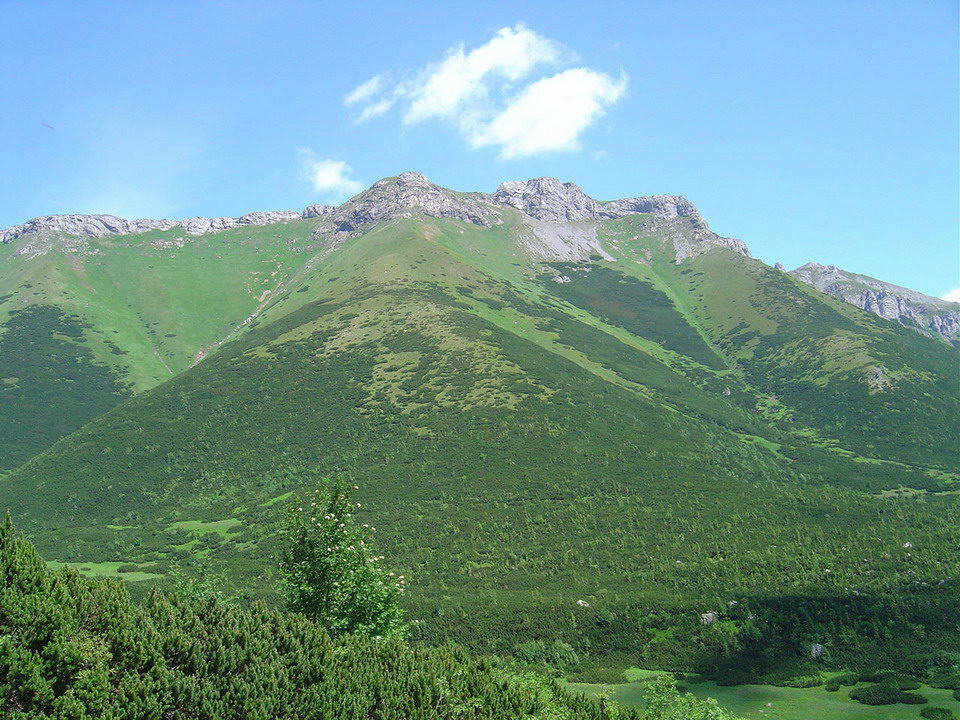
Predné Jatky

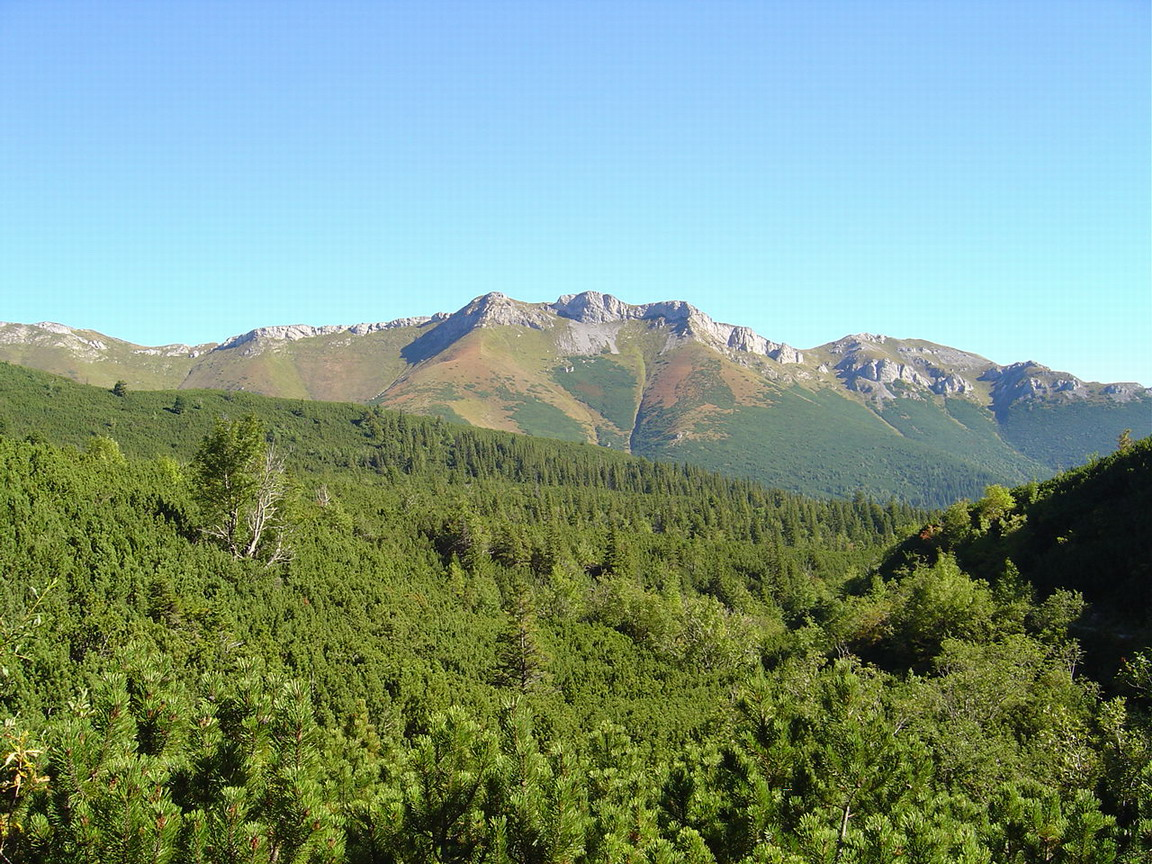
Bujačí vrch

|  | Název            | Polský název             | Výška  |
|  | ---------------- | ------------------------ | ------ |
|  | Rogová           | Rogowa                   | 1166 m |
|  | Kôň              | Mały Murań               | 1356 m |
|  | Muránske sedlo   | Murańska Przełęcz        | 1378 m |
|  | Muráň            | Murań                    | 1890 m |
|  | Nové sedlo       | Nowa Przełęcz            | 1825 m |
|  | Nový             | Nowy Wierch              | 1999 m |
|  | Havranie sedlo   | Hawrania Przełęcz        | 1932 m |
|  | Havran           | Hawrań                   | 2152 m |
|  | Tristárske sedlo | Strzystarska Przełęcz    | 1969 m |
|  | Ždiarska vidla   | Płaczliwa Skała          | 2142 m |
|  | Široké sedlo     | Szeroka Przełęcz Bielska | 1826 m |
|  | Hlúpy            | Szalony Wierch           | 2061 m |
|  | Šialené sedlo    | Szalona Przełęcz         | 1936 m |
|  | Zadné Jatky      | Zadnie Jatki             | 2020 m |
|  | Prostredné Jatky | Pośrednie Jatki          | 1984 m |
|  | Predné Jatky     | Skrajne Jatki            | 1950 m |
|  | Holica           | Golica Bielska           | 1981 m |
|  | Bujačie sedlo    | Bujacza Przełęcz         | 1903 m |
|  | Bujačí vrch      | Bujaczy Wierch           | 1950 m |
|  | Skalné vráta     | Skalne Wrota             | 1692 m |
|  | Kozí chrbát      | Kozi Grzbiet             |        |
|  | Faixovo sedlo    | Fajksowa Przełęcz        | 1480 m |
|  | Faixova skala    | Fajksowa Czuba           | 1489 m |
|  | Kobylie sedlo    | Kobyla Przełęcz          | 1090 m |
|  | Kobylí vrch      | Kobyli Wierch            | 1109 m |

## Vybrané přechody hřebene
- 1934 J. Staszel a P. Vogel, Muráň – Hlúpy – Kopské sedlo, dále hlavním hřebenem Vysokých Tater až po Rysy (nedokončeno).
- 1952 J. Andráši, K. Király, J. Lazor, I. Lehotský, M. Mereš, J. Parák, J. Psotka, A. Puškáš, V. Šimo, G. Takáč, L. Tóth a Z. Zibrín, první úplný přechod hřebene v zimním období, Javorina – Rogová – Kobylí vrch – Tatranská Kotlina.
- 1978 P. Pochylý, první zimní sólo, po přechodu Západních a Vysokých Tater sestoupil z Kopského sedla do Zadních Meďodolů a přes Nový šel belianský hřeben až po Bujačí vrch.

Potom byly Belianské Tatry uzavřeny z ochranářských důvodů.